# 베니시오 델 토로
베니시오 델 토로라는 이름으로 더 잘 알려진 베니시오 몬세라테 라파엘 델 토로 산체스(Benicio Monserrate Rafael del Toro Sánchez, 1967년 2월 19일 ~ )는 푸에르토리코의 배우이다. 영화 《트래픽》 (2000)으로 아카데미상, 영국 아카데미 영화상, 골든 글로브상, 미국 배우 조합상을 수상하였다. 그는 또한 《유주얼 서스펙트》 (1995)의 프레드 펜스터 역, 《라스베가스의 공포와 혐오》 (1998)의 곤조 박사 역으로도 잘 알려져있으며, 《체 게바라》 (2008)에서 체 게바라 역할을 맡아 프랑스의 칸 영화제와 스페인의 고야상에서 남우주연상을 수상하였다. 마블 시네마틱 유니버스에서는 컬렉터를 연기한다. 아카데미상을 수상한 세 번째 푸에르토리코인이기도 하다.

## 출연

### 영화
| 연도 | 제목                                   | 배역                   | 비고                    |  |
| ---- | -------------------------------------- | ---------------------- | ----------------------- |  |
| 1988 | 《Big Top Pee-Wee》                    | 듀크(개 얼굴 소년)     |                         |  |
| 1989 | 《007 살인면허》                       | 다리오                 |                         |  |
| 1991 | 《인디언 러너》                        | 미겔                   |                         |  |
| 1992 | 《크리스토퍼 콜럼버스》                | 알바로                 |                         |  |
| 1993 | 《위험한 행운》                        | 디노 팔라디노          |                         |  |
| 1993 | 《공포탈출》                           | 매니 로드리고          |                         |  |
| 1993 | 《골든 볼》                            | 밥                     |                         |  |
| 1994 | 《차이나 문》                          | 라마르 디키            |                         |  |
| 1994 | 《벼랑 끝에 걸린 사나이》              | 렉스                   |                         |  |
| 1995 | 《유주얼 서스펙트》                    | 펜스터                 |                         |  |
| 1996 | 《바스키아》                           | 베니 달마우            |                         |  |
| 1996 | 《더팬》                               | 후안 프리모            |                         |  |
| 1996 | 《퓨너럴》                             | 가스파                 |                         |  |
| 1997 | 《트렁크 속의 연인들》                 | 빈센트                 |                         |  |
| 1997 | 《조이라이드》                         | 로페즈                 |                         |  |
| 1998 | 《라스베가스에서의 공포와 혐오》       | 닥터 곤조              |                         |  |
| 2000 | 《스내치》                             | 네 손가락 프랭키       |                         |  |
| 2000 | 《웨이 오브 더 건》                    | 롱바우                 |                         |  |
| 2000 | 《트래픽》                             | 하비에르 로드리게즈    |                         |  |
| 2001 | 《써스펙트》                           | 토비                   |                         |  |
| 2003 | 《21그램》                             | 잭 조던                |                         |  |
| 2003 | 《헌티드》                             | 아론 할램              |                         |  |
| 2005 | 《씬 시티》                            | 잭 래퍼티              |                         |  |
| 2007 | 《우리가 불 속에서 잃어버린 것들》     | 제리 선본              |                         |  |
| 2008 | 《체 게바라》                          | 체 게바라              | 총 2편. 제작자로도 참가 |  |
| 2010 | 《울프맨》                             | 로런스 톨벗/울프맨     | 제작자로도 참가         |  |
| 2010 | 《썸웨어》                             | 자기 자신              | 크레디트 미기재 카메오  |  |
| 2011 | 《The Upsetter》                       | 내레이션               | 다큐멘터리              |  |
| 2012 | 《파괴자들》                           | 라도                   |                         |  |
| 2012 | 《세븐 데이즈 인 하바나》              |                        | 감독; 단편: 〈El Yuma〉 |  |
| 2013 | 《지미 P》                             | 지미 피카드            |                         |  |
| 2013 | 《토르: 다크 월드》                    | 타넬리어 티번/컬렉터   | 크레디트 미기재 카메오  |  |
| 2014 | 《가디언즈 오브 갤럭시》               | 타넬리어 티번/컬렉터   |                         |  |
| 2014 | 《인히어런트 바이스》                  | 산쵸 스마일랙스        |                         |  |
| 2014 | 《파라다이스 로스트 마약 카르텔의 왕》 | 파블로 에스코바르      |                         |  |
| 2015 | 《어 퍼펙트 데이》                     | 맘브루                 |                         |  |
| 2015 | 《시카리오: 암살자의 도시》            | 알레한드로 길릭        |                         |  |
| 2015 | 《어린 왕자》                          | 뱀                     | 목소리                  |  |
| 2017 | 《스타워즈: 라스트 제다이》            | DJ                     |                         |  |
| 2018 | 《어벤져스: 인피니티 워》              | 타넬리어 티번/컬렉터   |                         |  |
| 2018 | 《시카리오: 데이 오브 솔다도》         | 알레한드로 길릭        |                         |  |
| 2019 | 《도라와 잃어버린 황금의 도시》        | 여우 스와이퍼 (목소리) |                         |  |
| 2021 | 《노 서든 무브》                       | 로널드 루소            |                         |  |
| 2021 | 《프렌치 디스패치》                    | 모세스 로젠탈러        |                         |  |
| 2023 | 《탈피》                               | 톰 니콜스              | 각본                    |  |
| 2024 | 《킬 더 자키》                         |                        | 기획                    |  |
| 2025 | 《페니키안 스킴》                      | 자자 코다              |                         |  |
| 2025 | 《원 배틀 애프터 어나더》              |                        |                         |  |

## 수상 경력
- 1996년 제11회 인디펜던트스피릿어워즈 남우조연상
- 1997년 제12회 인디펜던트스피릿어워즈 남우조연상
- 2000년 제13회 시카고비평가협회상 남우조연상
- 2000년 남동부비평가협회상 남우조연상
- 2000년 캔자스시티비평가협회상 남우조연상
- 2000년 어워즈씨어큐트커뮤니티어워즈 남우조연상
- 2000년 라스베가스비평가협회상 남우조연상
- 2000년 빌리지 보이스 필름 폴 어워즈 남우조연상
- 2000년 제65회 뉴욕비평가협회상 남우조연상
- 2001년 플로리다비평가협회상 남우조연상
- 2001년 샌디에고비평가협회상 남우조연상
- 2001년 온라인영화비평가협회상 남우조연상
- 2001년 제58회 골든글로브시상식 남우조연상
- 2001년 제35회 전미비평가협회상 남우조연상
- 2001년 제7회 미국배우조합상 영화부문 남우주연상
- 2001년 토론토비평가협회상 남우조연상
- 2001년 벤쿠버비평가협회상 남우조연상
- 2001년 제54회 영국아카데미시상식 남우조연상
- 2001년 제73회 아카데미시상식 남우조연상
- 2001년 제51회 베를린국제영화제 은곰부문 남자연기자상
- 2001년 클로루디스영화제 남우조연상
- 2001년 블록버스터엔터테인먼트어워즈 드라마부문 가장좋아하는 남자조연배우상
- 2001년 이매진파운드에이션어워즈 라스트 이미지상
- 2002년 제18회 선댄스 영화제 인디정신공헌상
- 2003년 제60회 베니스국제영화제 관객부문 남우주연상
- 2003년 루와비평가협회상 남우조연상
- 2003년 제2회 워싱턴비평가협회상 남우조연상
- 2004년 인터네셔널사인필리소셔티어워즈 남우조연상
- 2004년 인터네셔널온라인시네마어워즈 남우조연상
- 2004년 제19회 인디펜던트스피릿어워즈 영예특별상
- 2008년 제61회 칸 영화제 남우주연상
- 2009년 제23회 고야상 남우주연상
- 2014년 제62회 산세바스찬국제영화제 평생공로상
- 2015년 사라제보필름페스티벌 명예상
- 2015년 제19회 할리우드영화제 남우조연상
- 2015년 제28회 시카고비평가협회상 남우조연상
- 2016년 센트럴오하이오비평가협회상 남우조연상
- 2016년 시애틀비평가협회상 남우조연상

## 같이 보기
- 아카데미 남우조연상